# Faculdade dos Imigrantes

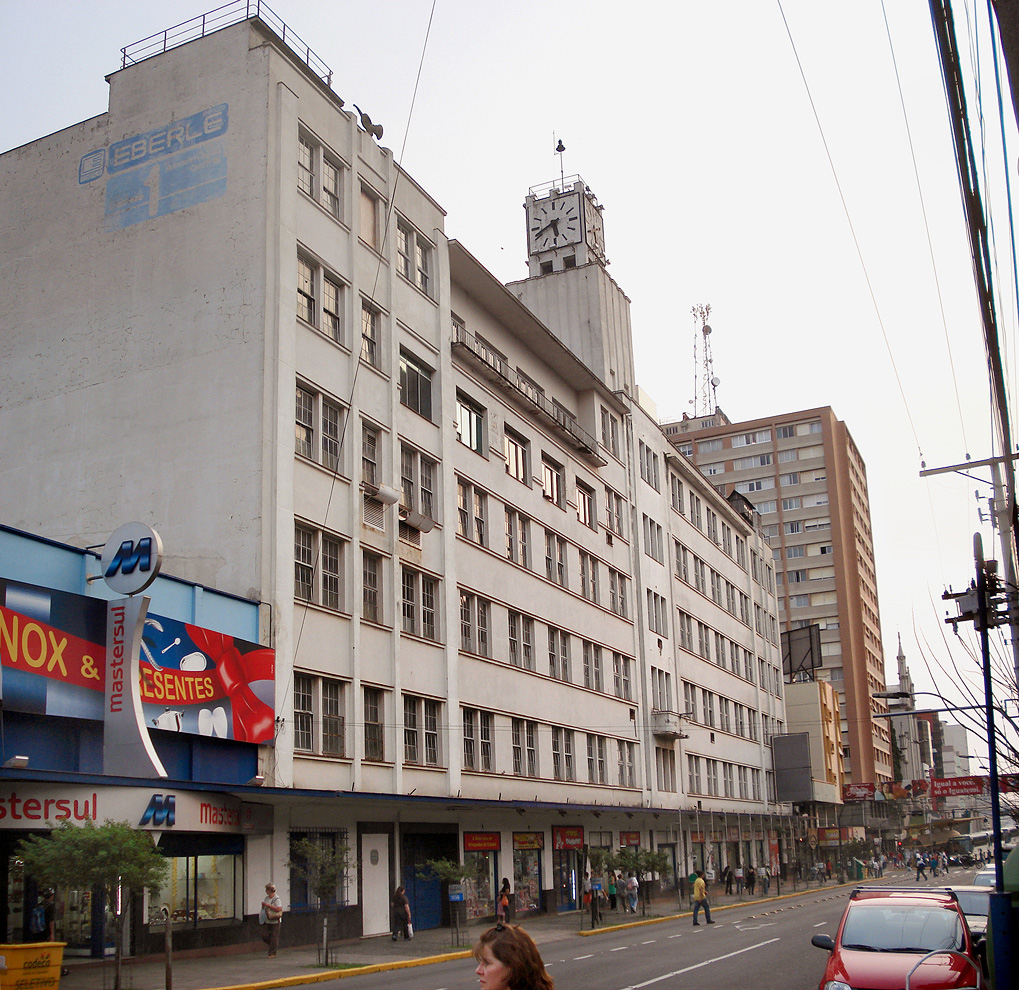
Prédio em que funciona a FAI.

A Faculdade dos Imigrantes (FAI) foi uma instituição privada de ensino superior sediada na cidade de Caxias do Sul, Brasil.
Foi criada através de portaria do Ministério da Educação de 4 de janeiro de 2002, autorizando o funcionamento do curso de Administração de Empresas. Mais tarde outros cursos foram criados, e atualmente a FAI oferece também Ciências Econômicas, Ciências Contábeis e Design de Interiores. A FAI funcionava num prédio histórico da cidade, a antiga sede da Metalúrgica Abramo Eberle. Em 2014[carece de fontes?] a Faculdade dos Imigrantes encerrou suas atividades.